# Horn (Familienname)
Horn ist ein Familienname.

## Herkunft und Bedeutung
Horn kann ein Wohnstättenname oder eine Herkunftsbezeichnung sein.

## Namensträger

### Personen

#### A
- Adolf Horn (1759–1823), deutscher Verwaltungsjurist, Archivar und Diplomat
- Adolf von Horn (1819–1885), preußischer Generalmajor
- Adrian Horn (* 1983), deutscher Fußballtorwart
- Albert Horn (1840–1921), deutscher Jurist und Politiker
- Albrecht Horn (1940–2022), deutscher Diplomat sowie Wirtschaftswissenschaftler
- Alexander Horn (Architekt) (1848–1909), deutscher Architekt
- Alexander Horn (Manager) (* 1963), deutscher Verlagsmanager und Redakteur
- Alexander Horn (Fallanalytiker) (* 1973), deutscher Fallanalytiker
- Alexandra Horn (* 1987), deutsche Schauspielerin
- Alfred Horn (Pastor) (1847–1912), deutscher evangelisch-lutherischer Geistlicher und Heimatforscher
- Alfred Horn (Politiker) (1898–1959), österreichischer Politiker (SPÖ)
- Alfred Horn (Mathematiker) (1918–2001), US-amerikanischer Logiker
- Alfred Horn (Fußballspieler) (1936–2018), deutscher Fußballspieler
- Alfred Horn (Autor), österreichischer Autor und Redakteur
- Alphart von Horn (* 1940), deutscher Generalmajor
- Alste Horn-Oncken (1910–1991), deutsche Kunsthistorikerin
- András Horn (1934–2021), ungarisch-schweizerischer Literaturwissenschaftler
- Andrea Horn (Sängerin) (bürgerlicher Name Hedi Prien; * 1933), österreichische Sängerin und Autorin, Duettpartnerin von Wyn Hoop
- Andrea Horn (Moderatorin) (* 1959), deutsche Fernsehmoderatorin
- Andreas von Horn (eigentlich Andreas Ziegenhorn; 1876–1946), österreichischer Schauspieler und Regisseur
- Andreas Horn (Politiker) (* 1974), deutscher Politiker (CDU)
- Andreas Horn (Neurowissenschaftler) (* 1984), deutscher Neurowissenschaftler
- Andrew Horn (1952–2019), US-amerikanischer Filmregisseur
- Anette Horn (* 1963), deutsche Germanistin und Anglistin
- Anja Horn-Bochtler (* 1960), deutsche Anatomin und Hochschullehrerin
- Anouschka Horn (* 1967), deutsche Journalistin und Fernsehmoderatorin
- Anton Horn (1940–2004), deutscher Mediziner und Biochemiker
- Anton Ludwig Ernst Horn (1774–1848), deutscher Mediziner; siehe Ernst Horn (Mediziner)
- Antonia Horn (* 1997), deutsche Skilangläuferin und Biathletin
- Arnold Killisch von Horn (1862–1939), deutscher Jurist und Unternehmer
- Arthur von Horn (1819–1893), preußischer Generalmajor
- Arthur Horn (1948–2020), US-amerikanischer Psychologe
- Arvid Horn (1664–1742), schwedischer Politiker
- Astrid Horn (1913–1995), deutsche Tischtennisspielerin, siehe Astrid Krebsbach
- August Horn (Komponist) (1825–1893), deutscher Komponist
- August Horn (Politiker) (1866–1925), deutscher Politiker
- August Wilhelm von Horn (1800–1886), preußischer General der Infanterie
- Axel Horn (Künstler) (1913–2001), US-amerikanischer Künstler und Schriftsteller
- Axel Horn (Pädagoge) (* 1954), deutscher Pädagoge, Sportwissenschaftler und Hochschullehrer
- Axel Horn (Fußballspieler) (* 1962), deutscher Fußballspieler

#### B
- Batya Horn (* 1952), österreichische Verlegerin und Galeriebesitzerin
- Bengt Horn (1623–1678), schwedischer Gouverneur, Reichsrat und Feldmarschall
- Bernd Horn (* 1959), kanadischer Offizier und Hochschullehrer
- Bernhard Horn (Politiker), Mitglied des Landtags des Herzogtums Sachsen-Altenburg
- Bernhard Horn (Musiker) (* 1983), deutscher Gitarrist (Callejon)
- Berthold Horn (* 1943), US-amerikanischer Informatiker
- Blair Horn (* 1961), kanadischer Ruderer
- Brigitte Horn (* 1948), deutsche Schauspielerin
- Brigitte Horn-Helf (* 1948), deutsche Übersetzungswissenschaftlerin
- Britta Horn (* 1980), deutsche Schauspielerin

#### C
- Camilla Horn (1903–1996), deutsche Schauspielerin
- Camillo Horn (1860–1941), österreichischer Komponist, Dirigent und Musikpädagoge
- Carina Horn (* 1989), südafrikanische Leichtathletin
- Carl von Horn (1847–1923), bayerischer Generaloberst
- Carl Horn (Orgelbauer) (1859–1932), deutscher Orgelbauer in Limburg/Lahn
- Carl Horn (Maler) (1874–1945), deutscher Maler
- Carl Henriksson Horn (um 1550–1601), schwedischer Feldmarschall
- Carl Gottlob Horn (1734–1807), deutscher Architekt und Baumeister
- Carolus Horn (1921–1992), deutscher Werbegrafiker und -texter
- Cäsar Horn (1914–1945), deutscher Widerstandskämpfer
- Caspar Heinrich Horn (1657–1718), deutscher Jurist und Rechtswissenschaftler
- Cassidy Horn (* 1989), US-amerikanische Schauspielerin und Umweltschützerin
- Charles Horn, Schweizer Wasserballspieler
- Charles Edward Horn (1786–1849), englischer Komponist
- Christer Horn af Kanckas († 1722), schwedischer Generalmajor
- Christian Siegmund von Horn (1714–nach 1776), deutscher Generalmajor der Kavallerie
- Christina Horn (* 1945), deutsche Schauspielerin
- Christoph Horn (* 1964), deutscher Philosoph
- Claus Horn (1517–1566), schwedischer Admiral
- Cody Horn (* 1988), US-amerikanische Schauspielerin
- Colton Yellow Horn (* 1987), kanadischer Eishockeyspieler
- Corinna A. Horn (* 1978), deutsche Schauspielerin
- Cornelia Bernadette Horn (* 1968), deutsche Orientalistin
- Cyril Horn (1904–1987), britischer Eisschnellläufer

#### D
- Dara Horn (* 1977), US-amerikanische Schriftstellerin, Literaturwissenschaftlerin und Hochschullehrerin
- David Horn (1832–1925), deutscher Weinhändler und hessischer Politiker (Zentrum)
- Dennis Horn  (1909–1974), britischer Radrennfahrer
- Dieter Horn (Schauspieler) (1911–nach 1952), deutscher Schauspieler
- Dieter Horn (Chemiker) (* 1936), deutscher Chemiker
- Dietrich von Horn (Kranenburg) († nach 1370), Herr von Kranenburg
- Dietrich von Horn (Geistlicher) († 1408), belgischer Geistlicher, Bischof von Lüttich
- Dietrich Horn (Pädagoge) (1838–1906), deutscher Pädagoge
- Dietrich Horn (Geologe) (1938–2014), deutscher Geologe
- Dietrich von Horn (Autor) (* 1944), deutscher Schriftsteller und Maler
- Dimitris Horn (1921–1998), griechischer Schauspieler und Regisseur
- Don Horn (* 1945), US-amerikanischer Footballspieler
- Dora Horn-Zippelius (1876–1967), deutsche Malerin
- Dora Dreesen-Horn (1878–1966), deutsche Malerin
- Dörte Horn (* 1978), Journalistin und Kommunikationsexpertin in der Schweiz

#### E
- Eberhard Horn (1942–2016), deutscher Biologe
- Eckhard Horn (1938–2004), deutscher Jurist und Hochschullehrer
- Ede Horn (1825–1875), ungarischer Nationalökonom und Politiker
- Ehrhard Horn (1546–1606), deutscher Historiker und Verleger, siehe Erhard Cellius
- Ellen Horn (* 1951), norwegische Schauspielerin und Politikerin
- Elzearius Horn (um 1690–1744) deutscher Missionar und Palästinaforscher
- Emil Horn (Politiker, I), deutscher Politiker (CDU), MdL Sachsen-Anhalt
- Emil Horn (Politiker, 1927) (1927–1982), deutscher Politiker (SPD), MdL Hessen
- Erika Horn (1941–2009), deutsche Informatikerin
- Erna Horn (Pseudonym Maria Anders; 1904–1981), deutsche Kochbuchautorin
- Ernst Horn (Mediziner) (1774–1848), deutscher Psychiater
- Ernst Horn (Studentenfunktionär) (1905–1945), deutscher SA-Führer und Studentenfunktionär
- Ernst Horn (Politiker) (1912–2001), deutscher Politiker (SED), MdL Thüringen
- Ernst Horn (Musiker) (* 1949), deutscher Musiker
- Ernst Otto Horn (1880–1945), deutscher Unternehmer, Sammler und Publizist
- Ernst-Peter Horn, deutscher Brigadegeneral
- Ernst Wilhelm Horn (1732/1733–1812), deutscher Architekt
- Erwin Horn (1929–2006), deutscher Politiker
- Erwin Horn (Musiker) (1940–2025), deutscher Musiker und Musikforscher
- Esther Horn (* 1965), deutsche Künstlerin
- Eugen von Horn (1856–1923), deutscher Jurist und Autor
- Eugen Horn (1858–nach 1893), deutscher Pädagoge
- Eva Horn (* 1965), deutsche Literaturwissenschaftlerin und Hochschullehrerin
- Evert Horn (1585–1615), schwedischer Feldmarschall
- Ewald Horn (1856–1923), deutscher Pädagoge und Historiker

#### F
- Falk Horn (* 1990), deutscher American-Football-Spieler
- Fanny Horn Birkeland (* 1988), norwegische Biathletin und Skilangläuferin
- Ferdinand Horn (Politiker, I), deutscher Fabrikant und Landtagsabgeordneter
- Ferdinand Horn (Politiker, II), deutscher Fabrikant und Landtagsabgeordneter
- Ferdinand Horn (Bergsteiger), Bergsteiger
- Frank Horn (Biologe) (* 1943), deutscher Biologe, Fachdidaktiker und Hochschullehrer
- Frank Lehmann-Horn (1948–2018), deutscher Neurophysiologe und Hochschullehrer
- Frank Robertson van Horn (1872–1933), US-amerikanischer Geologe und Hochschullehrer
- Frank Henry Horn (* 1966), deutscher Politiker (SPD)
- Franz Horn (Schriftsteller) (1781–1837), deutscher Literaturhistoriker und Schriftsteller
- Franz Horn (Schulrektor) (Franz Philip Horn oder Philipp Franz Horn; 1781–1856), deutscher Jurist, Oberpfleger und Schulrektor
- Franz Horn (Fußballspieler) (1904–1963), deutscher Fußballspieler
- Fredrik Horn (1916–1997), norwegischer Fußballspieler
- Friedrich Horn (Archivar) (1790–1840), deutscher Jurist und Archivar
- Friedrich Horn, Pseudonym von Friederike Bäuerle (1814–1896), österreichische Pianistin und Schriftstellerin
- Friedrich Horn (Theologe) (1875–1957), deutscher Theologe
- Friedrich Horn (Hockeyspieler) (1909–??), deutscher Hockeyspieler
- Friedrich Horn (Ingenieur) (1927–1978), österreichischer Physiker und Chemieingenieur
- Friedrich von Horn Fitz-Gibbon (1919–1958), brasilianischer Ethnologe
- Friedrich Magnus von Horn (1704–1774), deutscher Generalmajor
- Friedrich Wilhelm Horn (Theologe) (* 1953), deutscher Theologe
- Friedrich Wilhelm Leopold von Horn († 1709), deutscher Regierungsbeamter und Diplomat
- Fritz Horn (Ingenieur) (1880–1972), deutscher Schiffbauingenieur
- Fritz Horn (Schauspieler) (1887–1974), österreichischer Schauspieler, Opfer des Nationalsozialismus
- Fritz Horn (Pilot) (1896–1963), deutscher Pilot und Luftfahrtmanager

#### G
- Gabriel Horn (1927–2012), britischer Neurowissenschaftler
- Gabriela Horn (* 1988), österreichische Popmusikerin, besser bekannt als Pænda
- Georg Horn (Historiograf) (1542–1603), deutscher Theologe und Historiograf
- Georg Horn (1620–1670), deutscher Historiker und Hochschullehrer, siehe Georgius Hornius
- Georg Horn (Schriftsteller) (1831–1897), deutscher Schriftsteller, Dramatiker und Hofrat
- Georg Horn (1841–1919), deutscher Gewerkschafter und Politiker (ADAV, SPD, USPD)
- George Van Horn Moseley (1874–1960), US-amerikanischer Offizier, Generalmajor der US-Army
- George Henry Horn (1840–1897), amerikanischer Insektenkundler
- Gerold Horn (1934–2000), deutscher Höhlenforscher
- Gottfried Joseph Horn (1739–1797), deutscher Tasteninstrumentenbauer
- Gottlieb Friedrich Carl Horn (1772–1844), Bremer Jurist und Senator
- Guido Horn d’Arturo (1879–1967), italienischer Astronom
- Guildo Horn (* 1963), deutscher Sänger und Musiktherapeut
- Günter Horn (Autor) (1925–2011), deutscher Sachbuchautor
- Günter Horn (Diplomat) (1930–2021), deutscher Diplomat
- Günter Horn (Maler) (* 1935), deutscher Maler und Grafiker
- Günter Horn (Komponist) (* 1964), deutscher Komponist und Gitarrist
- Günther Horn (* 1935), deutscher Psychotherapeut
- Gustaf Horn (1592–1657), schwedischer Feldherr
- Gustaf Evertsson Horn (1614–1666), schwedischer Feldmarschall
- Gustav von Horn (1807–1886), deutscher Gutsbesitzer und Politiker, MdL Württemberg
- Gustav Horn (Wirtschaftswissenschaftler) (* 1954), deutscher Wirtschaftswissenschaftler
- Gyula Horn (1932–2013), ungarischer Politiker

#### H
- Hannelore Horn (1929–2023), deutsche Politikwissenschaftlerin
- Hans Horn (Unternehmer) (Hassa; 1873–1968), norwegischer Ingenieur, Unternehmer, Sportfunktionär und Politiker
- Hans Horn (Politiker) (1933–2008), deutscher Politiker (CDU)
- Hans Horn (Regisseur) (* 1968), deutscher Regisseur und Produzent
- Hans Arno Horn (1926–2020), deutscher Pädagoge und Hochschullehrer
- Hans-Detlef Horn (* 1960), deutscher Jurist
- Hans-Joachim von Horn (1896–1994), deutscher Generalleutnant
- Hans-Jürgen Horn (* 1936), deutscher Altphilologe
- Harry Ledingham-Horn (* 2003), britischer Bahnradsportler
- Harvey Horn (* 1995), britischer Boxer
- Heinrich von Horn († 1408), belgischer Adliger und Aufständischer
- Heinrich Horn (Theologe) (um 1480–1553), deutscher Theologe
- Heinrich Horn (Glasmaler) (1816–1874), deutscher Glasmaler
- Heinrich Christian Horn (1837–1899), deutscher Unternehmer
- Heinrich Christoph von Horn (1662–1723), deutscher Keramiker
- Heinrich Friedrich Dietrich Sigismund von Horn (1806–1883), preußischer Generalleutnant
- Heinrich Wilhelm von Horn (1762–1829), preußischer Generalleutnant
- Heinrich Wolfgang Horn, eigentlicher Name von Wolfgang Cordan (1909–1966), deutscher Schriftsteller
- Heinz Horn (Manager) (1930–2015), deutscher Manager
- Heinz Günter Horn (* 1940), deutscher Archäologe
- Helene Fernau-Horn (1892–1975), deutsche Logopädin
- Helmut Horn (Jurist) (1915–1983), deutscher Jurist
- Helmut Horn (* 1955), deutscher Motorjournalist und Autor
- Helmut J. Horn (1912–1994), deutscher Raketenfachmann der ersten Generation (Peenemünde, Huntsville)
- Henning Rudolf Horn (1651–1730), schwedischer Generalmajor, Generalfeldzeugmeister und Reichsrat
- Henrik Klasson Horn (1512–1595), schwedischer Militär und Staatsmann
- Henrik Horn (Diplomat) (1578–1618), schwedischer Diplomat
- Henrik Horn (Feldmarschall) (1618–1693), schwedischer Feldmarschall und Gouverneur
- Henrik Horn (Wirtschaftswissenschaftler) (* 1953), schwedischer Wirtschaftswissenschaftler

- Henry Horn (Politiker) (1786–1862), US-amerikanischer Politiker
- Henry Horn (Sänger) (* 1997), deutscher Sänger und Schauspieler
- Henry S. Horn (1941–2019), US-amerikanischer Ökologe
- Herbert Horn (Schriftsteller) (1904–1974), deutscher Schriftsteller und Künstler
- Herbert Horn (Fußballspieler) (* 1949), deutscher Fußballspieler
- Hermann von Horn († 1156), Bischof von Utrecht
- Hermann Horn (Politiker) (1850–1918), deutscher Unternehmer und Politiker (NLP)
- Hermann Horn (Autor) (1874/1875–1928), deutscher Schriftsteller
- Hermann Horn (Pädagoge) (1927–2019), deutscher Pädagoge und Hochschullehrer
- Hermann Killisch von Horn (1821–1886), deutscher Jurist, Journalist und Unternehmer
- Hermann Gottfried Horn (1788–1849), deutscher Theologe
- Hildebrand von Horn (1655–1686), Diplomat
- Hugo Horn (* 1977), namibischer Rugby-Union-Spieler

#### I
- Isabell Horn (* 1983), deutsche Schauspielerin

#### J
- Jakob Horn (1867–1946), deutscher Mathematiker
- Jan-Henrik Horn (1944–2002), deutscher Jurist und Politiker (Bündnis 90/Die Grünen)
- Jannes Horn (* 1997), deutscher Fußballspieler
- Jaycee Horn (* 1999), US-amerikanischer American-Football-Spieler
- Jazzmeia Horn (* 1991), US-amerikanische Jazzsängerin
- Jean-Baptiste Horn (1886–1957), luxemburgischer Turner
- Jeff Horn (* 1988), australischer Boxer
- Jim Horn (* 1940), US-amerikanischer Saxophonist
- Joachim Horn-Bernges (* 1949), deutscher Songwriter, Songtexter und Musikproduzent
- Joan Kelly Horn (* 1936), US-amerikanische Politikerin
- Joe Horn (Volleyballspieler) (Josef Anton Horn, 1953–2025), österreichischer Volleyballspieler und Handballfunktionär
- Joe Horn (Footballspieler) (Joseph Horn, * 1972), US-amerikanischer American-Football-Spieler
- Jörg Horn (* 1964), deutscher Fußballspieler
- Jørgen Horn (* 1987), norwegischer Fußballspieler
- Johann von Horn (Seneschall) (um 1415–1447), wallonischer Grundherr und Seneschall
- Johann Horn (Theologe, um 1490) (um 1490–1547), böhmischer Theologe, Reformator und Kirchenlieddichter
- Johann Horn (Feldwebel) (um 1770–1800), deutscher Feldwebel
- Johann Horn (Theologe, 1779) (auch Johann von Horn; 1779–??), deutscher Theologe und Übersetzer
- Johann Caspar Horn (Komponist, um 1630) (auch Johann Kaspar Horn; um 1630–1685), österreichischer Mediziner und Komponist
- Johann Caspar Horn (Komponist, 1636) (auch Johann Kaspar Horn; 1636–1722), deutscher Jurist, Mediziner und Komponist
- Johann Gottlob Horn (Historiker) (1680–1754), deutscher Historiker
- Johann Gottlob Horn (Instrumentenbauer) (1748–1796), deutscher Instrumentenbauer
- Johann Heinrich Horn († 1713), deutscher Beamter
- Johann Jakob von Horn (1776–1852), deutscher Generalmajor
- Johann Philipp Jakob von Horn-Goldschmidt (1724–1796), deutscher Priester, Generalvikar in Köln
- Johannes Horn (Admiral) (1872–1945), deutscher Konteradmiral
- Johannes Horn (Mediziner) (* 1943), deutscher Chirurg, Maler und Lyriker
- Johannes Theodor Horn (1882–1967), deutscher Theologe
- John S. Horn (1931–2011), US-amerikanischer Politiker
- Josef Horn (Sänger) (1872–1959), deutscher Sänger, Kapellmeister und Komponist
- Josef Horn (Architekt) (1901–??), deutscher Architekt
- Josef Horn (Maler) (1902–1951), deutscher Maler
- Josef Horn (Politiker) (* 1947), österreichischer Politiker (SPÖ)

#### K
- Kaniehtiio Horn (Tiio Horn; * 1986), kanadische Schauspielerin
- Karen Horn (* 1966), deutsche Wirtschaftsjournalistin
- Karl Horn (Theologe) (1794–1879), deutscher Theologe
- Karl Horn (Politiker, 1804) (1804–1883), deutscher Politiker, MdL Baden
- Karl von Horn (Verwaltungsbeamter, 1807) (1807–1889), deutscher Verwaltungsbeamter
- Karl von Horn (General, 1818) (1818–1896), deutscher General der Infanterie
- Karl von Horn (Verwaltungsbeamter, 1833) (1833–1911), deutscher Verwaltungsbeamter
- Karl von Horn (General, 1853) (1853–1913), deutscher Generalleutnant
- Karl Horn (Hauptpastor) (1869–1942), deutscher Geistlicher
- Karl Horn (Mathematiker) (1876–1919), deutscher Mathematiker und Hochschullehrer
- Karl Horn (Politiker, 1888) (1888–1971), deutscher Politiker (CDU)
- Karl Horn (Politiker, 1898) (1898–1977), deutscher Politiker (NSDAP), MdR
- Karl Friedrich Horn (Theologe) (1772–1852), deutscher Theologe
- Karl Friedrich Horn (1779–1831), deutscher Verwaltungsjurist, Oberbürgermeister von Königsberg
- Karl-Heinz Horn (* 1940), deutscher Fußballspieler
- Karlwilhelm Horn (1928–2017), deutscher Mediziner und Hygieniker
- Katharina Horn (* 1998), deutsche Politikerin (Bündnis 90/Die Grünen)
- Katrin Horn (* 1983), deutsche Amerikanistin
- Kendra Horn (* 1976), US-amerikanische Politikerin
- Kilian Horn (1437–1510), deutscher Universitätsrektor
- Kira Horn (* 1995), deutsche Hockeyspielerin
- Klas Horn (1583–1632), schwedischer Beamter und Politiker
- Klaus Horn (Psychologe) (1934–1985), deutscher Psychologe und Psychoanalytiker
- Klaus-Peter Horn (* 1960), deutscher Erziehungswissenschaftler
- Konrad Horn († 1454 oder 1455), deutscher Stadtschreiber, Handschriftenschreiber und -händler
- Krister Horn (1622–1692), schwedischer Gouverneur von Ingermanland und Livland

#### L
- Lambert Horn (1899–1939), deutscher Politiker (KPD) und Widerstandskämpfer
- Leo Horn (1916–1995), niederländischer Fußballschiedsrichter
- Luca Horn (* 1998), deutscher Fußballspieler
- Luitpold von Horn (1854–1914), bayerischer General der Artillerie

#### M
- Magnus von Horn (Regisseur) (* 1983), schwedischer Filmregisseur und Drehbuchautor
- Magnus Friedrich von Horn (1640–1712), deutscher Generalleutnant
- Manfred Horn (1934–1999), deutscher Geologe
- Marcus Horn (* 1968), deutscher Schlagzeuger
- Marianne Abele-Horn (* 1947), deutsche Medizinerin
- Marion Horn (* 1965), deutsche Journalistin
- Markus Horn (Basketballspieler) (* 1971), deutscher Basketballspieler
- Markus Horn (Musiker) (* 1972), deutscher Jazzpianist, Komponist und Musikpädagoge
- Markus Lehmann-Horn (* 1977), deutscher Komponist
- Martin Horn (Rechtsanwalt) (1911–1960), deutscher Rechtsanwalt
- Martin Horn (Schauspieler) (* 1962), deutscher Schauspieler
- Martin Horn (Leichtathlet) (* 1969), deutscher paralympischer Leichtathlet
- Martin Horn (Karambolagespieler) (* 1971), deutscher Billardspieler und 4-facher Weltmeister
- Martin Horn (Politiker) (* 1984), deutscher Politiker und Oberbürgermeister von Freiburg
- Mathilde von Horn (1875–1943), deutsche Krankenschwester und Generaloberin der Schwesternschaften des Deutschen Roten Kreuzes
- Matthias Horn (* 1962), deutscher Schauspieler
- Max Horn (Politiker) (1863–nach 1943), deutscher Landrat und Politiker (NLP)
- Max Horn (General) (1889–1981), deutscher Generalleutnant
- Max Horn (SS-Mitglied) (1904–1989), deutscher SS-Hauptsturmführer und Wirtschaftsfunktionär
- Melanie Horn (* 1990), deutsche Volleyballspielerin
- Melissa Horn (* 1987), schwedische Sängerin und Songschreiberin
- Mette Horn (* 1965), dänische Schauspielerin
- Michael Horn (Journalist) (1954–2011), deutscher Sportjournalist
- Michael Horn-von Hoegen (* 1959), deutscher Physiker
- Michael Killisch-Horn (auch Michael Killisch von Horn; 1940–2019), österreichischer Politiker (ÖVP) und Skisportsprecher
- Michael von Killisch-Horn (* 1954), deutscher Übersetzer
- Michael Heinrich Horn (1623–1681), deutscher Chemiker und Mediziner
- Michelle Horn (* 1987), amerikanische Schauspielerin
- Miguel Horn (* 1948), österreichischer Künstler
- Mike Horn (* 1966), südafrikanisch-schweizerischer Extremsportler
- Milton Horn (1906–1995), russischer Bildhauer
- Miriam Horn, US-amerikanische Country-Musikerin
- Moritz Horn (1814–1874), deutscher Schriftsteller

#### N
- Norbert Horn (1936–2023), deutscher Rechtswissenschaftler und Hochschullehrer

#### O
- Oliver Horn (1901–1960), US-amerikanischer Wasserballspieler
- One Horn († 1877), Häuptling der Wakpókiŋyaŋ
- Otto Horn (SS-Mitglied) (1903–1999), deutscher SS-Unterscharführer
- Otto Horn (Gewerkschaftsfunktionär) (1905–1967), österreichischer Gewerkschafts- und Parteifunktionär (KPÖ)
- Otto Horn (Schriftsteller) (1923–1991), österreichischer Schriftsteller

#### P
- Paul Horn (Philologe) (1863–1908), deutscher Philologe
- Paul Horn (Bildhauer) (1876–1959), deutscher Bildhauer
- Paul Horn (Radsportler) (* 1940), deutscher Radrennfahrer
- Paul Horn (Architekt) (1879–1960), deutscher Architekt
- Paul Horn (Mediziner) (1885–nach 1941), deutscher Versicherungsmediziner und Hochschullehrer
- Paul Horn (Kirchenmusiker) (1922–2016), deutscher Kirchenmusiker, Organist, Komponist und Musikwissenschaftler
- Paul Horn (Musiker) (1930–2014), US-amerikanischer Jazzmusiker
- Paul Horn (Informatiker) (* 1946), US-amerikanischer Informatiker und Physiker
- Paul Horn (Regisseur), österreichischer Filmregisseur
- Peter Horn (Politiker) (1891–1967), deutscher Politiker (CDU)
- Peter Horn (Bildhauer) (1908–1969), deutsch-chilenischer Bildhauer
- Peter Horn (Dichter) (1934–2019), südafrikanischer Dichter
- Peter Horn (Geochemiker) (1941–2016), deutscher Geochemiker
- Peter Horn (* 1952), deutscher Musiker, früher Mitglied der Höhner
- Peter Horn (Peter Horn jr.; * 1961), deutscher Komponist und Musiker, Mitglied der Bananafishbones
- Peter Horn, Pseudonym von Peter Schnaubelt (* 1964), österreichischer Schriftsteller
- Peter Horn (Mediziner) (* 1972), deutscher Mediziner und Hochschullehrer
- Philipp von Horn († 1659), pommerscher Kanzler und brandenburgischer Staatsmann
- Philipp Horn (* 1994), deutscher Biathlet

#### R
- Rainer Horn (* 1950), deutscher Agrarwissenschaftler, Bodenkundler und Hochschullehrer
- Rebecca Horn (1944–2024), deutsche Performance-Künstlerin
- Reece Horn (* 1993), US-amerikanischer American-Football-Spieler
- Reinhard Horn (* 1955), deutscher Kinderliedermacher
- Renate Horn (* 1961), deutsche Biologin, Pflanzengenetikerin und Hochschullehrerin
- René Horn (* 1985), deutscher Gewichtheber
- Richard Horn (Gewerkschafter) (1890–1947), deutscher Politiker und Gewerkschaftsfunktionär
- Richard Horn (Bildhauer) (1898–1989), deutscher Bildhauer
- Richard Horn (MfS-Mitarbeiter) (1904–1977), deutscher Oberstleutnant des Ministeriums für Staatssicherheit
- Robert Wilhelm Horn (1875–1936), deutscher Schriftsteller
- Roland M. Horn (* 1963), deutscher UFO-Forscher und Astronom
- Rolf Horn (Unternehmer) (1912–1995), deutscher Modeunternehmer und Kunstsammler
- Rolf Horn (Künstler) (* 1944), deutscher Maler und Bildhauer
- Roni Horn (* 1955), US-amerikanische Künstlerin
- Rosemarie Ritter-Horn (* 1939), deutsche Zahnärztin und Hochschullehrerin
- Roy Horn (1944–2020, geboren als Uwe Ludwig Horn), deutscher Zauberkünstler, siehe Siegfried und Roy
- Rudi Horn (geb. Rudolf Horzonek; * 1938), deutscher Schlagersänger
- Rüdiger Horn (* 1967), deutscher Leichtathlet
- Rudolf von Horn (General, 1798) (Heinrich Rudolf Ferdinand August Alexander von Horn; 1798–1863), deutscher Generalleutnant
- Rudolf von Horn (General, 1833) (Rudolf Wilhelm Karl von Horn; 1833–1905), deutscher Generalmajor
- Rudolf von Horn (General, 1866) (Viktor Sigismund Rudolf von Horn; 1866–1934), deutscher General der Artillerie
- Rudolf Horn (Politiker) (1878–1939), deutscher Pädagoge und Politiker (DVP), MdL Baden
- Rudolf Horn (Archäologe) (1903–1984), deutscher Klassischer Archäologe
- Rudolf Horn (Kriminalbeamter) (1908–nach 1960), deutscher Zahnmediziner, Kriminalbeamter und SS-Sturmbannführer
- Rudolf Horn (Designer) (* 1929), deutscher Designer und Hochschullehrer
- Rudolf Horn (Biathlet) (* 1954), österreichischer Biathlet
- Rudy Horn (1933–2018), deutscher Jongleur
- Ruth Horn (1908–1987), deutsche Politikerin (SPD)

#### S
- Sam Horn (* 1963), US-amerikanischer Baseballspieler
- Sandra Horn (* 1971), deutsche Jazzmusikerin
- Sebastian Horn (* 1970), deutscher Musiker und Fernsehmoderator
- Shirley Horn (1934–2005), US-amerikanische Jazzpianistin
- Siegbert Horn (1950–2016), deutscher Kanute
- Siegfried Horn (Archäologe) (1908–1993), deutscher Archäologe
- Siegfried Horn (Physiker) (* 1950), deutscher Physiker und Hochschullehrer
- Sigrid Horn (* 1990), österreichische Liedermacherin
- Simon Horn (Bildhauer) (* 1978), deutscher Bildhauer
- Simon Horn (* 1984), deutscher Kinderliedermacher (HerrH)
- Stefanie Horn (* 1991), deutsch-italienische Slalom-Kanutin
- Stephan Otto Horn (* 1934), deutscher Theologieprofessor
- Stephanie Horn (1930–2013), deutsche Unternehmerin
- Steve Horn (1931–2011), US-amerikanischer Politiker
- Susanne Kandt-Horn (1914–1996), deutsche Malerin, Grafikerin und Lithografin
- Svend Horn (1906–1992), dänischer Politiker

#### T
- Ted Horn (1910–1948), US-amerikanischer Rennfahrer
- Theodor Horn (1661–1736), deutscher Philosoph
- Thomas Horn (Politiker) (* 1960), deutscher Politiker (CDU)
- Thomas Horn (Schauspieler) (* 1997), US-amerikanischer Schauspieler
- Timo Horn (* 1993), deutscher Fußballtorhüter
- Tom Horn (1860–1903), US-amerikanischer Kopfgeldjäger
- Trevor Horn (* 1949), britischer Musikproduzent, Musiker und Komponist

#### U
- Uffo Daniel Horn (1817–1860), deutscher Dichter
- Ullabritt Horn (1956–2017), deutsche Dokumentarfilmerin

#### V
- Valentin Horn (1901–1992), deutscher Veterinärmediziner, Agrarwissenschaftler und Hochschullehrer
- Volker Horn (1943–2009), österreichischer Sänger (Tenor)

#### W
- W. O. von Horn (Friedrich Wilhelm Philipp Oertel; 1798–1867), deutscher Schriftsteller
- Walter Horn (Astronom) (1881–1967), deutscher Astronom
- Walter Horn (Offizier) (1893–1972), finnischer Offizier und Autor
- Walter Horn (Kunsthistoriker) (1908–1995), deutsch-US-amerikanischer Kunst- und Architekturhistoriker
- Walter Horn (Komponist) (1922–2008), deutscher Komponist
- Walter Horn (Kanute), deutscher Kanute
- Walther Horn (1871–1939), deutscher Entomologe
- Werner Horn (Kartograf) (1903–1978), deutscher Kartograf
- Werner Horn (* 1938), österreichischer evangelisch-lutherischer Theologe
- Wilfried Horn (* 1938), deutscher Politiker (CDU)
- Wilhelm von Horn (Offizier) (1784–1847), deutscher Generalmajor
- Wilhelm von Horn (Mediziner) (1803–1871), deutscher Mediziner und Medizinalbeamter
- Wilhelm Horn (Fotograf) (1809–1891), tschechischer Fotograf
- Wilhelm Horn (Unternehmer, 1835) (1835–1911), deutscher Telegraphen- und Uhrenfabrikant
- Wilhelm Horn (Schriftsteller) (1847–1926), deutscher Bahnbeamter, Gastwirt und Schriftsteller
- Wilhelm Horn (Anglist) (1876–1952), deutscher Anglist und Hochschullehrer
- Wilhelm Horn (Unternehmer, 1899) (1899–nach 1931), deutscher Likörfabrikant
- Wilhelm Adrian von Horn (1633–1694), niederländischer General der Artillerie
- Willi Horn (1909–1989), deutscher Kanute
- Woldemar Horn (1864–1945), deutscher Jurist und Kolonialgouverneur
- Wolfgang Horn (Psychologe) (1919–2004), deutscher Psychologe und Hochschullehrer
- Wolfgang Horn (Gartenbauwissenschaftler) (1925–2018), deutscher Gartenbauwissenschaftler
- Wolfgang Horn (Politikwissenschaftler) (* 1939), deutscher Politikwissenschaftler, Hochschullehrer und Politiker
- Wolfgang Horn (Limnologe) (* 1950), deutscher Limnologe
- Wolfgang Horn (Musikwissenschaftler) (1956–2019), deutscher Musikwissenschaftler
- Wolfgang Horn (Künstler) (* 1967), deutscher Textil- und Installationskünstler

#### Fiktive Personen
- Förster Horn, deutsche Fernsehserie